# En helg för världens barn
En helg för världens barn är ett välgörenhetsprogram i SVT. Det brukar visas i november. Tittarna kan ringa in och skänka pengarna till välgörenhet.
Artister och grupper brukar uppträda, och skänka pengarna till välgörenhet. Vid galan år 2000 deltog Kikki Danielsson, Elisabeth Andreassen och Lotta Engberg tillsammans i programmet, vilket födde idén till supertrion Kikki, Bettan & Lotta .

### Fotnoter
1. ↑  ”Svensk mediedatabas”. http://smdb.kb.se/catalog/search?q=%22en+helg+f%C3%B6r+v%C3%A4rldens+barn%22&sort=OLDEST. Läst 30 mars 2011.